# Muradymowo (rejon burziański)
Muradymowo (ros. Мурадымово) – wieś (dieriewnia) w Rosji, w Baszkortostanie, w rejonie burziańskim. W 2010 liczyła 374 mieszkańców.